# YELLOW (SCANDALのアルバム)
『YELLOW』（イエロー）は、SCANDALの7枚目のアルバム。2016年3月2日にエピックレコードジャパンから発売された。

## 概要
前作から約1年3か月ぶりとなるオリジナルアルバム。
アルバムのテーマは『幸福感のあるアルバム』で、収録曲は全てメンバーが作詞・作曲した楽曲で構成されている。また本作のレコーディングは、前作『HELLO WORLD』のツアーと平行して行われた。
完全生産限定盤にはオリジナルTシャツ、初回生産限定盤にはSCANDAL演じるスペシャルトリックムービー＆メイキングクリップを収録したDVDが同梱されており、通常盤の初回仕様には全5種類の写真ステッカーのうち1種がランダム封入されている。

## 収録曲

### CD
1. Room No. 7
作曲：MAMI　編曲：SCANDAL、シライシ紗トリ
  - インスト曲。ライブハウスでのツアーを意識して作られた[4]。
2. Stamp!
作詞・作曲：MAMI　編曲：玉井健二、飛内将大
  - 21stシングル
3. LOVE ME DO
作詞・作曲：MAMI　編曲：シライシ紗トリ
  - ブルボン『フェットチーネグミ』CMソング
4. Morning Sun
作詞：RINA　作曲：MAMI　編曲：シライシ紗トリ
  - 映画『猫なんかよんでもこない。』主題歌
5. Sunday Drive
作詞：TOMOMI　作曲・編曲：SCANDAL
  - TOMOMIが車の免許を取りに行っていた2014年の年末辺りに書いた歌詞と、以前からやってみたかったモータウンビートの曲を組み合わせた楽曲[4]。
6. 今夜はピザパーティー
作詞：TOMOMI　作曲：MAMI　編曲：シライシ紗トリ
  - メインボーカルはTOMOMI。MAMIがスカパンクをやりたくて作った曲で、ギターパートは全編に渡ってMAMIとHARUNAがほぼ同じパワーコードを弾いている[4]。
7. ヘブンな気分
作詞：RINA　作曲：MAMI　編曲：SCANDAL
  - 2015年にトルコを訪れた際に印象的だった欧州とアジアが入り交じった不思議な空気感や違和感をエスニックな音階を使って表現したいと作曲した楽曲[4]。
8. SUKI-SUKI
作詞・作曲：MAMI　編曲：川口圭太
9. LOVE
作詞・作曲：TOMOMI　編曲：シライシ紗トリ
10. Sisters
作詞：RINA　作曲：MAMI　編曲：玉井健二、百田留衣
  - 22ndシングル
11. Happy Birthday
作詞：RINA　作曲：MAMI　編曲：SCANDAL
  - ずっと同じリズムで曲を作ってみようという試みから出来た楽曲[4]。
12. ちいさなほのお
作詞：RINA　作曲：MAMI　編曲：川口圭太
  - ドキュメンタリー映画「SCANDAL "Documentary film『HELLO WORLD』"」主題歌
  - 本作の収録曲で一番古い楽曲で、2014年6月頃からリリースの事などは何も考えずに作り始めた曲[4]。
13. Your song -English ver.-
作詞・作曲：SCANDAL　編曲：川口圭太
  - 本作のボーナストラック。
  - 19thシングル『夜明けの流星群』収録「Your song」全文英訳版。

| #         | タイトル                                              | 作詞  | 作曲・編曲 | 時間  |
| --------- | ----------------------------------------------------- | ----- | ---------- | ----- |
| 1.        | 「YELLOW OPENING MOVIE "Room No. 7"」                 |       |            | 1:42  |
| 2.        | 「YELLOW OPENING MOVIE "Room No. 7" - Making Clip -」 |       |            | 11:16 |
| 合計時間: | 合計時間:                                             | 12:58 |            |       |